# Доуи, Маррей
Маррей Альберт Доуи (англ. Murray Albert Dowey; 3 января 1926, Торонто — 26 мая 2021, там же) — канадский хоккеист-любитель, чемпион Олимпийских игр 1948 года. Член Канадского зала Олимпийской славы с командой «РКАФ Флайерз» (2008), член Зала спортивной славы Этобико (2001).

## Биография

### Происхождение и карьера до Олимпийских игр
Родился в 1926 году в восточной части Торонто. Родители — Альберт Доуи, почтальон, уроженец Белфаста, и Винифред Кертис, кондитер, уроженка Англии. С 1942 года работал курьером в Торонтской транспортной комиссии (TTC). Одновременно успешно играл как любитель в бейсбол (будучи одним из лучших питчеров Торонто) и хоккей. Бледный, худощавый Доуи — в 1948 году он весил лишь 155 фунтов (70 кг) — не выглядел спортивным, но компенсировал нехватку мышечной массы психологической устойчивостью и подвижностью. В детских соревнованиях Торонтской хоккейной лиги представлял Берчклифф, а в 1944 году перешёл в команду высшего дивизиона лиги «Торонто Тип-Топ Тейлорс». В этом сезоне сыграл также один матч за дочерний клуб «Торонто Мейпл Лифс» — «Торонто Мальборос» — в турнире Младшей хоккейной ассоциации Онтарио.
Достигнув призывного возраста, Доуи пытался поступить на службу во флот, но не прошёл медицинскую комиссию из-за астмы и аллергий. В итоге военную службу он проходил в армии, по ходу играя в команде «Арми Даггерс». Позже был переведён в Корпус обслуживания Королевской канадской армии в Лондоне, где и был демобилизован. Вернувшись в Канаду, он женился на Гертруде Паттерсон, которая прожила с ним 58 лет. В 1946 году Доуи снова играл в «Тип-Топ Тейлорс», а затем в команде Торонтской хоккейной лиги «Торонто Баркерс» (спонсором которой выступала фабрика Barker’s Bisquits). В этом клубе он провёл три сезона и стал чемпионом лиги в 1947 году, одновременно продолжая работать в TTC как клерк и пишмашинистка.

### Участие в Олимпиаде 1948 года
В 1948 году Канадская хоккейная ассоциация отправляла на Олимпийские игры в Санкт-Морице под флагом национальной сборной любительскую команду «РКАФ Флайерз», состоявшую из военнослужащих ВВС Канады. Такой шаг был связан с крайне жёстким определением понятия «любительский спорт», принятым МОК, исключавшим участие в играх спортсменов, получающих какую бы то ни было плату за выступления. Однако по мере того, как команда комплектовалась и сыгрывалась в товарищеских матчах, стал ясен низкий уровень лучших из её вратарей. Для решения этой проблемы был подписан призывной контракт со студентом Торонтского университета Диком Боллом. Этот вратарь тренерам подошёл, но за три дня до отплытия в Европу было получено медицинское заключение, согласно которому он не мог выступать из-за проблем с лёгкими: на рентгеновском снимке лёгкого обнаружилось пятно.
Место Болла в экстренном порядке было предложено занять Маррею Доуи — согласно одним источникам, нового вратаря рекомендовал сам Болл, по другим — Джордж Мара и Уолли Холдер, нападающие «Флайерз», раньше игравшие с Доуи в одной любительской команде. Сэнди Уотсон, главный тренер «Флайерз», уговорил начальство Доуи в TTC дать тому двухмесячный оплаченный отпуск. Вратарь снова принёс воинскую присягу и был зачислен в ряды ВВС в звании рядового второго класса, после чего отправился в Нью-Йорк, где присоединился к своей новой команде.
В хоккейном турнире Олимпийских игр участвовали 9 команд, игравших между собой по круговой системе; шансы канадцев в этой группе оценивались невысоко — им предсказывали четвёртое место. Условия на Олимпиаде, где игры проходили на открытых катках, были непривычными для Доуи, в своей лиге в основном выступавшего под крышей. В первой же игре, против сборной Швеции, он пропустил гол менее чем через три минуты после начала матча. Эта пропущенная шайба, однако, осталась единственной за всё время игры, и канадцы ответили на неё тремя голами. Канадский вратарь удивил европейцев непривычной манерой игры: если европейские вратари практически не ловили шайбу ловушкой, предпочитая просто отбивать её, то Доуи с его богатым опытом бейсбольного питчера чаще всего старался шайбу поймать и остановить. Этот стиль, достаточно распространённый в канадском хоккее, принёс ему у спортивных журналистов прозвище «Быстрые руки» (англ. Fast Hands). Матч вошёл также в историю из-за удаления Доуи, состоявшегося за 8 секунд до конца игры. Двухминутный штраф был назначен за то, что вратарь, в очередной раз поймав шайбу, бросил её вперёд, что запрещалось правилами. Доуи остался единственным вратарём в истории канадского олимпийского хоккея, отбывавшим штрафное время самостоятельно.
После выигрыша у шведов «Флайерз» одержали несколько крупных побед над другими европейскими командами. Они победили 3:0 Великобританию и 15:0 Польшу и вели 19:0 в матче с итальянцами, когда Доуи пропустил свою вторую шайбу за турнир. Между этими двумя голами он сохранял ворота в неприкосновенности 225 минут и 30 секунд. Матч закончился со счётом 21:1 в пользу Канады. За этим последовала победа 12:3 над сборной США, после которой команда Доуи сыграла «сухую» ничью с фаворитами турнира — чехословаками. Канадцы окончили круговой турнир победами 12:0 над Австрией и 3:0 над хозяевами турнира — швейцарцами, обеспечив себе чемпионское звание за счёт лучшей разницы забитых и пропущенных шайб. В итоге за 8 матчей на Олимпиаде Доуи пять раз не пропустил ни одного гола и окончил турнир с показателем в 0,62 пропущенных гола за игру — и то, и другое достижение оставались непобитыми олимпийскими рекордами до самой его смерти.

### Дальнейшая жизнь
После олимпийской победы канадская команда осталась в Европе для проведения серии показательных матчей, целью которых была пропаганда хоккея. Доуи, однако, успел только помочь команде одержать победу в товарищеском матче в Чехословакии и вскоре вернулся в Канаду, где «Баркерс» должны были участвовать в плей-офф своей лиги. Его место в воротах «Флайерз» занял резервный вратарь Росс Кинг.
Отыграв ещё один сезон в «Баркерс», Доуи на один год перешёл в «Торонто Стаффордс», также выступавших в Торонтской хоккейной лиге. Этот сезон стал последним в его игровой карьере. Он продолжал работать в TTC, где в общей сложности провёл 44 года, завершив карьеру на административном посту.
С 1976 года Доуи проживал в торонтском районе Этобико. Вместе с командой «РКАФ Флайерз» он был включён в списки Зала спортивной славы Канадских военно-воздушных сил в 1971 году, Зала спортивной славы Оттавы в 1998 году и Канадского зала Олимпийской славы в 2008 году, а также стал членом Зала спортивной славы Этобико в 2001 году. Его жена Гертруда умерла в начале XXI века, а к 2018 году Доуи остался последним живущим игроком «РКАФ Флайерз» образца 1948 года. Он скончался в Торонто в мае 2021 года, оставив после себя двух сыновей.